# Zmacs TI
Zmacs TI est un éditeur de texte de la famille Emacs développé en Lisp Machine Lisp et adapté pour fonctionner sur les machines Lisp de Texas Instruments. C’est un logiciel propriétaire basé sur ZWEI et distribué par Texas Instruments.
Zmacs TI partage les mêmes caractéristiques techniques que l’éditeur Zmacs.